# Writers Guild of America

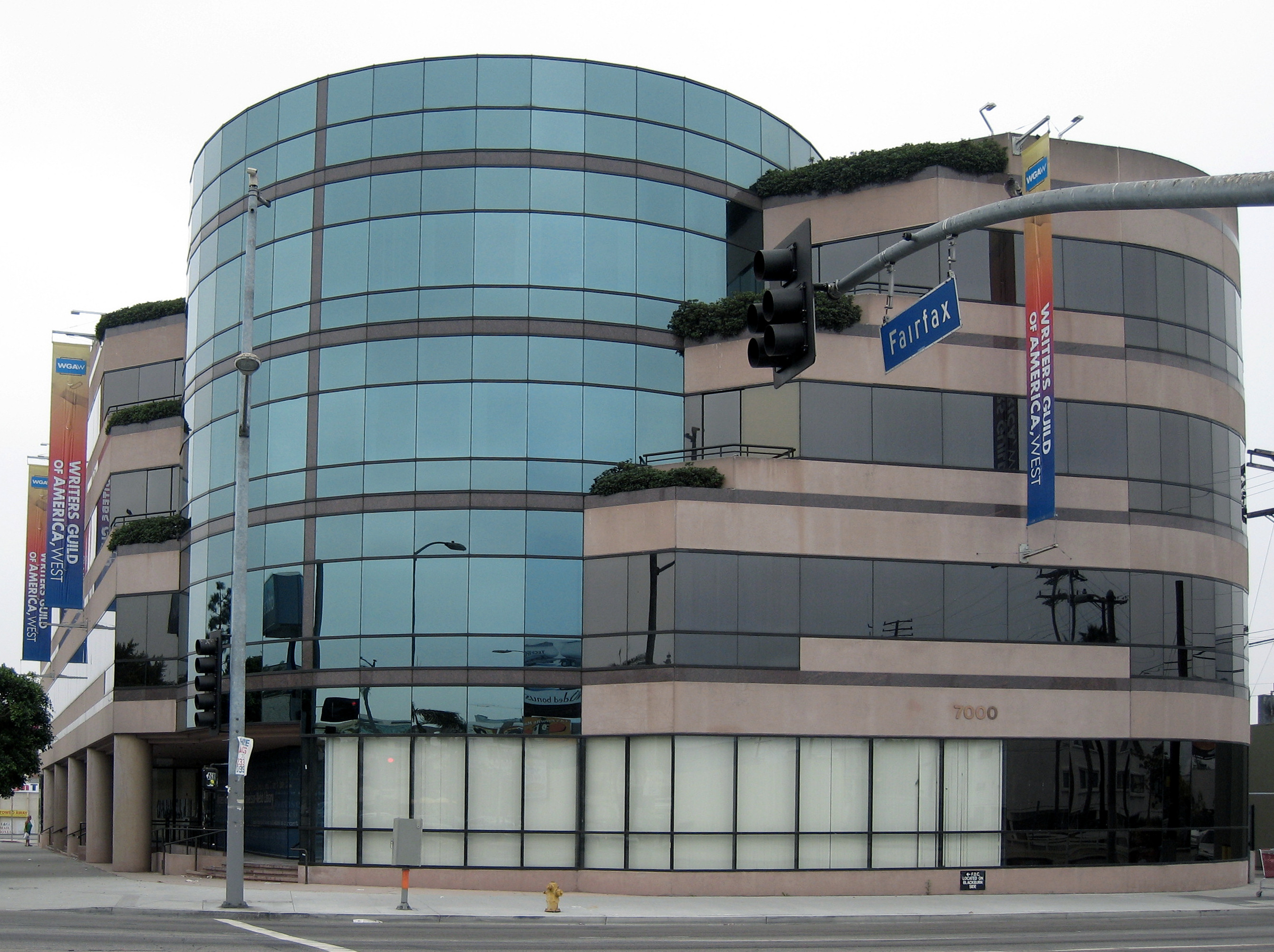
Gebäude der Writers Guild of America West in Los Angeles

Die Writers Guild of America (kurz WGA) ist die gemeinsame Gewerkschaft der Autoren in der Film- und Fernsehindustrie der Vereinigten Staaten.
Sie besteht aus der Writers Guild America, East (WGAE) und der Writers Guild of America West (WGAW). Die beiden Gewerkschaften sind eigenständig, vertreten jedoch gemeinsam als WGA seit 1954 ihre Mitglieder bei Verhandlungen. Die Gewerkschaften sorgen auch für die Gesundheits- und Pensionsleistungen der Mitglieder. Ebenso kontrollieren sie die Einhaltung des Urheberrechtes.
Mit dem Writers Guild of America Award lobt die WGA einen bekannten Literatur- und Filmpreis aus.

## Writers Guild of America, East
Die WGAE wurde 1954 gegründet und hat ihren Sitz in New York City. Sie vertritt über 6000 Mitglieder (Stand 2022), die als Autoren in den Bereichen Film und Fernsehen, Rundfunk und Nachrichten sowie Onlinemedien tätig sind. Die WGAE gehört seit 1989 zum Gewerkschafts-Dachverband AFL-CIO.

### Präsidenten
- 2007–2017: Michael Winship
- 2017–2021: Beau Willimon
- seit 2021: Michael Winship[4]

## Writers Guild of America West
Die WGAW mit Sitz in Los Angeles wurde 1933 gegründet und hat über 26.000 Mitglieder (Stand 2022). Die Autoren erstellen Inhalte für Film und Fernsehen, Nachrichtenprogramme, Dokumentationen, Animation, Videospiele und Neue Medien.

### Präsidenten
- 2005–2009: Patric M. Verrone
- 2009–2011: John Wells
- 2011–2015: Christopher Keyser
- 2015–2017: Howard A. Rodman
- 2017–2021: David A. Goodman
- seit 2021: Meredith Stiehm[8]

## Streiks (Auswahl)

### Streik 1960
Der Streik der WGA im Jahr 1960 dauerte vom 16. Januar bis zum 10. Juni 1960, also 146 Tage bzw. 21 Wochen. Die Errungenschaften waren unter anderem ein unabhängiger Rentenplan sowie die Beteiligung an einem Krankenversicherungsplan.

### Streik 1981
Der Streik dauerte 13 Wochen, bei dem unter anderem Bedingungen für Pay-TV ausgehandelt wurden.

### Streik 1988
Am Streik im Jahr 1988 nahmen 9000 Film- und Fernsehautoren der WGAW und WGAE teil (die restlichen 600 Mitglieder, Nachrichtenautoren, waren nicht beteiligt). Der Streik dauerte vom 7. März bis zum 7. August 1988 und war mit 153 Tagen der bis dahin längste Streik der Geschichte. Es waren sowohl Fernseh- als auch Kinoproduktionen betroffen, was die Industrie 500 Millionen US-Dollar kostete.

### Streik 2007–2008

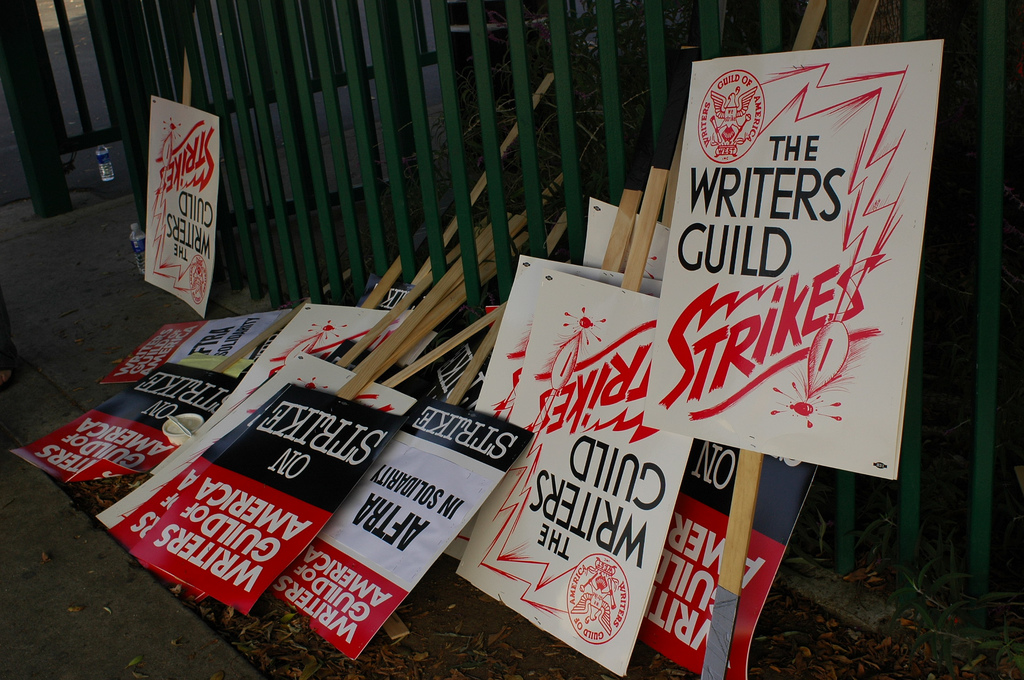
Schilder der WGA während des Streiks 2007

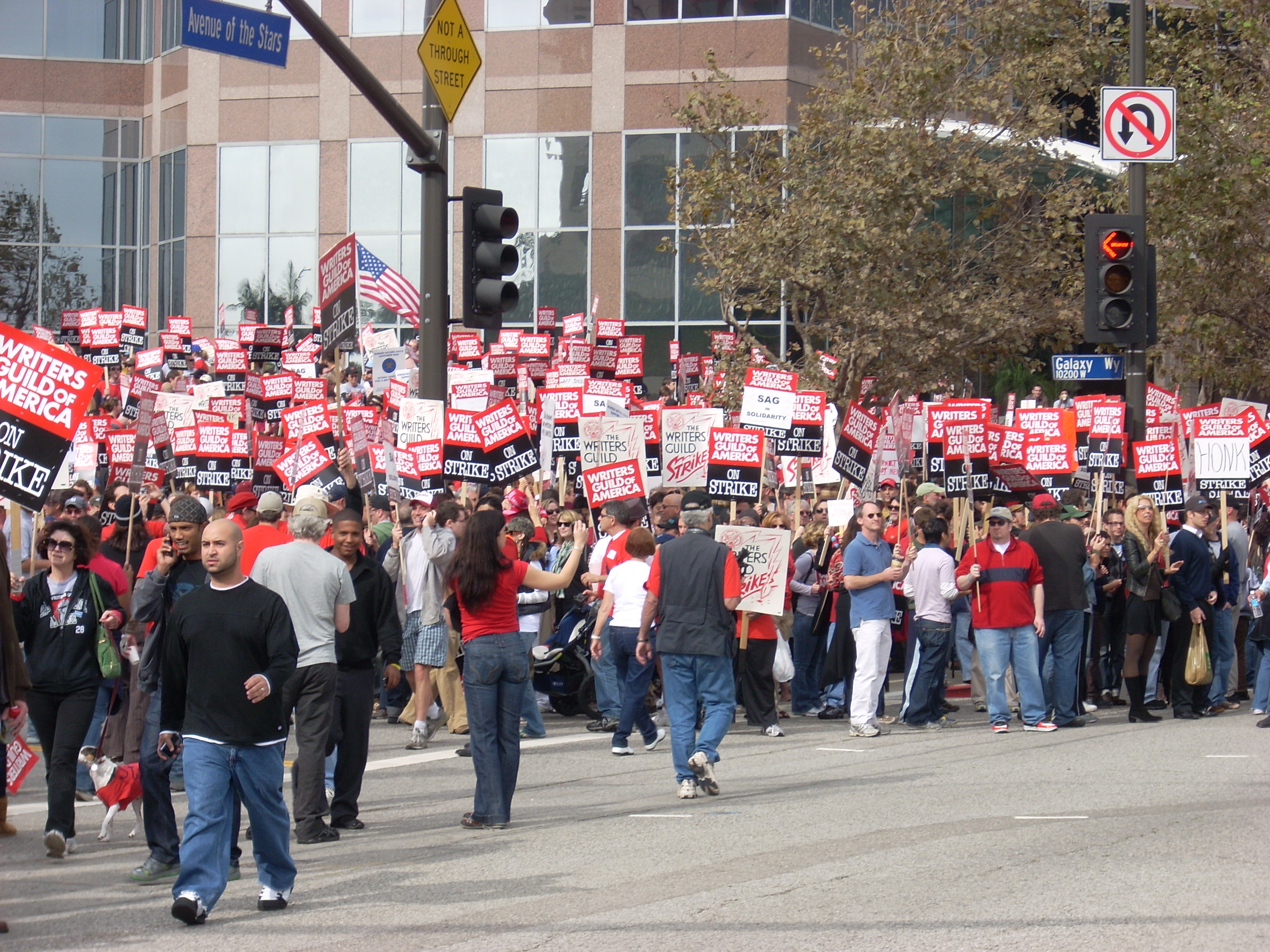
Mitglieder der WGA sammeln sich zum Streik am 7. November 2007 am Fox Plaza in Los Angeles

Im November 2007 rief die Writers Guild of America zu einem unbefristeten Streik auf, der bis zum 12. Februar 2008 andauerte. Grund dafür waren gescheiterte Verhandlungen über höhere Tantiemen auf DVD- und Internetverkäufe. Sämtliche anstehenden Fernseh- und Kinoproduktionen ohne fertige Drehbücher konnten bis zum Ende des Streiks nicht weiter fortgesetzt werden.
Manche amerikanischen Fernsehsender hatten für ihre Serien noch genügend Drehbücher auf Vorrat, um auch durch einen länger dauernden Streik zu kommen. Die meisten Serien waren jedoch direkt vom Streik beeinträchtigt und wurden entweder in die frühzeitige Winterpause geschickt und/oder mussten mit verkürzten Staffeln rechnen. Speziell von dem Streik betroffen waren auch Telenovelas und Seifenopern, da deren Drehbücher laufend geschrieben werden müssen. Nach einer Weile setzten Fernsehsender verstärkt auf Wiederholungen, Nachrichten, Reality-TV und Sendungen ohne Drehbücher (zum Beispiel Who Wants to Be a Millionaire?).
Da von der siebten Staffel der Fernsehserie 24 noch nicht alle Folgen fertig waren und so keine fortlaufende Ausstrahlung gewährleistet werden konnte, wurde die Ausstrahlung der kompletten Staffel infolge des Streiks um ein Jahr auf den Januar 2009 verschoben.
Die Streikenden wurden auch von vielen Schauspielern unterstützt.
Die Talkshows The Tonight Show und Late Night with Conan O’Brien gingen trotz des andauernden Autorenstreiks ab dem 2. Januar 2008 wieder auf Sendung. Die Showrunner begründeten ihre Entscheidung mit ihrer Verantwortung den Angestellten gegenüber. Die von David Lettermans Produktionsfirma Worldwide Pants produzierten Talkshows gingen ebenfalls am 2. Januar 2008 wieder auf Sendung, nachdem Worldwide Pants und die WGA einen Abschluss basierend auf den Forderungen der Gewerkschaft abschlossen. Einen vorläufigen Vertrag unter ähnlichen Bedingungen schloss das von Tom Cruise geführte unabhängige Filmstudio United Artists Anfang Januar 2008 mit der WGA.
Warner Bros. drohte aufgrund des anhaltenden Streiks mit der Streichung von 1000 Arbeitsplätzen. Da die Produktionen zurückgingen, könnten eventuell nicht alle Stellen weiter finanziert werden.
Die Produzenten der Gala zur Verleihung der Golden Globe Awards 2008 konnten sich dagegen nicht mit der WGA über eine Aussetzung der Proteste während der am 13. Januar 2008 geplanten Fernsehshow einigen. Nachdem die Schauspielergewerkschaft SAG ihre Solidarität mit den streikenden Drehbuchautoren erklärt und das Fernbleiben aller nominierten Film- und Fernsehschauspieler angekündigt hatte, konnte die Golden-Globe-Verleihung nicht wie geplant stattfinden. Stattdessen wurden die Preisträger im Rahmen einer Pressekonferenz bekanntgegeben. Auch für die Oscarverleihung am 24. Februar 2008 hatte die WGA das Aufstellen von Streikposten angedroht. Der finanzielle Schaden, der durch das Entfallen von Werbeeinnahmen entstand, betrug mehrere Millionen Dollar. Der entfallende Einnahmen-Anteil für die Hollywood Foreign Press Association (HFPA) betrug schätzungsweise fünf Millionen Dollar.
Nach der Aushandlung eines vorläufigen Vertrages mit der AMPTP (Vereinigung der Film- und Fernsehproduzenten Alliance of Motion Picture and Television Producers) wurde der Streik mit einer Urabstimmung der Autoren am 12. Februar 2008 beendet. Die Autoren kehrten zu ihrer Arbeit zurück und die Verleihung der Oscars fand ungestört statt.

### Streik 2023
Am 2. Mai 2023 traten 11.500 Drehbuchautoren der WGA in den Streik, nachdem Verhandlungen mit Netflix, Amazon, Apple, Disney, Warner Bros. Discovery, NBCUniversal, Paramount+ und Sony unter der Dachorganisation AMPTP, gescheitert waren. Die Verhandlungen über neue Verträge, die alle drei Jahre auslaufen, hatten im März begonnen. Die WGA fordert unter anderem höhere Löhne und Gewinnbeteiligungen, feste Autorenquoten bei der Produktion sowie Regelungen zur Nutzung künstlicher Intelligenz bei der Entwicklung von Drehbüchern. Seit Juli 2023 streikt auch die Gewerkschaft der Schauspieler, die SAG-AFTRA. Am 24. September 2023 wurde bekannt, dass es eine Einigung zwischen der WGA und AMPTP gebe. Die beiden Organisationen gaben eine gemeinsame Erklärung heraus. Genaue Details bleiben vorerst ungenannt. Das Ende des Streiks war auf den 26. September, 12:01 Uhr terminiert, womit der Streik 148 Tage dauerte. Vom 2. bis 8. Oktober fand der Ratifizierungsprozess statt, es wurden in dieser Zeit Mitgliederversammlungen einberufen, die den 94-seitigen Einigungstext diskutierten. Am 10. Oktober 2023 wurde bekannt, dass die Drehbuchautoren einem neuen, bis Mai 2026 gültigen Tarifvertrag zustimmten. 8.435 der Mitglieder waren für die ausgehandelten Bedingungen, 90 dagegen.